# Red Bridge (Tasmanien)
Die Red Bridge ist eine historische Straßenbrücke im Zentrum des australischen Bundesstaates Tasmanien in Campbell Town, etwa auf halbem Wege zwischen Hobart und  Launceston. Der Midland Highway (N1) überquert auf der 1836–1838 von Sträflingen gebauten Ziegelbogenbrücke den Elizabeth River. Sie ist die älteste erhaltene Ziegelbogenbrücke in Australien. und  zugleich die älteste Brücke im Verlauf einer nationalen Fernstraße.

## Konstruktion
Die Brücke besitzt drei Bögen mit je 7,6 m Spannweite und trägt zwei Fahrbahnen und Gehsteige. Etwa 2 Mio. Fahrzeuge überqueren sie im Jahr.

## Geschichte
Die Red Bridge soll von James Blackburn, einem Architekten aus Melbourne, der selbst Sträfling war, geplant worden sein. Sie wurde aus 1,25 Mio. handgeformten Ziegeln auf dem Trockenen gebaut und, nachdem sie fertig war, wurde der Fluss so umgeleitet, dass er unter der Brücke verlief.
Die Red Bridge gilt seit 1978 als Nationaldenkmal.